# Bertrand-Paradoxon (Wahrscheinlichkeitstheorie)
Das Bertrand-Paradoxon, benannt nach Joseph Bertrand (1822–1900), in der Stochastik besagt, dass Wahrscheinlichkeiten nicht wohldefiniert sein müssen, wenn der zugrunde liegende Wahrscheinlichkeitsraum bzw. die Methode, die die Zufallsvariable von Interesse produziert, nicht eindeutig definiert ist.

## Bertrands Formulierung des Problems
Wir betrachten einen Kreis und ein einbeschriebenes gleichseitiges Dreieck. Eine Kreissehne wird zufällig ausgewählt. Wie hoch ist die Wahrscheinlichkeit, dass die Sehne länger ist als die Seiten des Dreiecks?
Bertrand gab drei Möglichkeiten an, das Problem zu lösen, die alle valide scheinen, aber unterschiedliche Ergebnisse hervorbringen.
| Zeichnung | Beschreibung                      |
| --- | --------------------------------- |
| | Methode 1: zufällige Endpunkte    |
| Zwei Punkte auf dem Kreisumfang werden zur Sehne verbunden. Um die Wahrscheinlichkeit zu berechnen, stellt man sich das Dreieck so gedreht vor, dass ein Eckpunkt mit einem der Endpunkte zusammenfällt. Liegt nun der andere Endpunkt der Sehne auf dem Segment des Umfangs, der zwischen den anderen beiden Eckpunkten des Dreiecks liegt, so ist die Sehne länger als die Dreiecksseite. Die Länge dieses Segments beträgt ein Drittel des Kreisumfangs, also ist die Wahrscheinlichkeit, dass die Sehne länger ist als die Dreiecksseite, gleich 1/3. |                                   |
| | Methode 2: zufälliger Radius      |
| Ein Radius und ein zufälliger Punkt auf dem Radius werden gewählt und die Sehne orthogonal zum Radius durch den Punkt gezogen. Um die Wahrscheinlichkeit zu berechnen, stellt man sich das Dreieck so gedreht vor, dass eine Seite orthogonal zum gewählten Radius und damit parallel zur gewählten Sehne liegt. Die Sehne ist länger als die Dreiecksseite, wenn der zufällig gewählte Punkt auf dem Radius, durch den die Sehne geht, näher beim Mittelpunkt des Kreises liegt als der Schnittpunkt der Dreiecksseite mit dem Radius. Die Dreiecksseite halbiert den Radius, also ist die Wahrscheinlichkeit, dass die Sehne länger ist als die Dreiecksseite, gleich 1/2. |                                   |
| | Methode 3: zufälliger Mittelpunkt |
| Ein zufälliger Punkt im Innern des Kreises wird gewählt und die Sehne mit diesem Punkt als Mittelpunkt konstruiert. Die Sehne ist länger als die Dreiecksseite, wenn der zufällig gewählte Punkt in einem konzentrischen Kreis mit der Hälfte des Radius des äußeren Kreises liegt. Die Fläche des kleinen Kreises beträgt ein Viertel der Fläche des großen Kreises, also ist die Wahrscheinlichkeit, dass die Sehne länger ist als die Dreiecksseite, gleich 1/4. |                                   |

Die Auswahlmethoden können folgendermaßen visualisiert werden: Eine Sehne ist eindeutig durch ihren Mittelpunkt festgelegt. Jede der drei vorgestellten Methoden resultiert in einer anderen Verteilung von Mittelpunkten: Die Methoden 1 und 2 resultieren in zwei unterschiedlichen, nicht gleichverteilten Verteilungen, Methode 3 erzeugt eine Gleichverteilung. Andererseits scheinen die Sehnen aus Methode 2 gleichmäßiger über den Kreis verteilt als die aus den anderen beiden Methoden.
| Die zufällig gewählten Sehnen nach ...              | Die zufällig gewählten Sehnen nach ... | Die zufällig gewählten Sehnen nach ... |
| --------------------------------------------------- | -------------------------------------- | -------------------------------------- |
|                                                     |                                        |                                        |
| Mittelpunkte der zufällig gewählten Sehnen nach ... |                                        |                                        |
|                                                     |                                        |                                        |

Viele der anderen denkbaren Methoden, die Sehne zu ziehen, führen zu unterschiedlichen Wahrscheinlichkeiten. Deswegen gibt es keine wohldefinierte Wahrscheinlichkeit bzw. Antwort als Lösung zu dieser Aufgabe.